# کریستین تیلور
 کریستین تیلور (انگلیسی: Christine Taylor؛ ۳۰ ژوئیهٔ ۱۹۷۱) یک هنرپیشه اهل ایالات متحده آمریکا است. وی از سال ۱۹۸۹ میلادی تاکنون مشغول فعالیت بوده‌است.از جمله فیلم های معروفی که او در آن بازی کرده میتوان به خواننده عروسی ، زولندر، زولندر ۲، داج بال: داستان یک بازنده واقعی، تحویل شبانه، داستان‌های کمپ آتش و فداکاری اشاره کرد. .
او در سال ۲۰۰۰ با بن استیلر ازدواج کرد
آنها پس از ۱۷ سال زندگی مشترک در سال ۲۰۱۷ از هم جدا شدند اما در پی دوران قرنطینه به یک دیگر بازگشتند و ازدواج آن دو تا کنون پا بر جاست